# رود گالکانا
رود گالکانا (انگلیسی: Gulkana River) شاخه‌ای از رود کاپر به طول ۶۷ مایل (۱۰۸ کیلومتر)	 که در ایالت آلاسکا در شمال ایالات متحده  جریان دارد.